# Liste de publications importantes en mathématiques

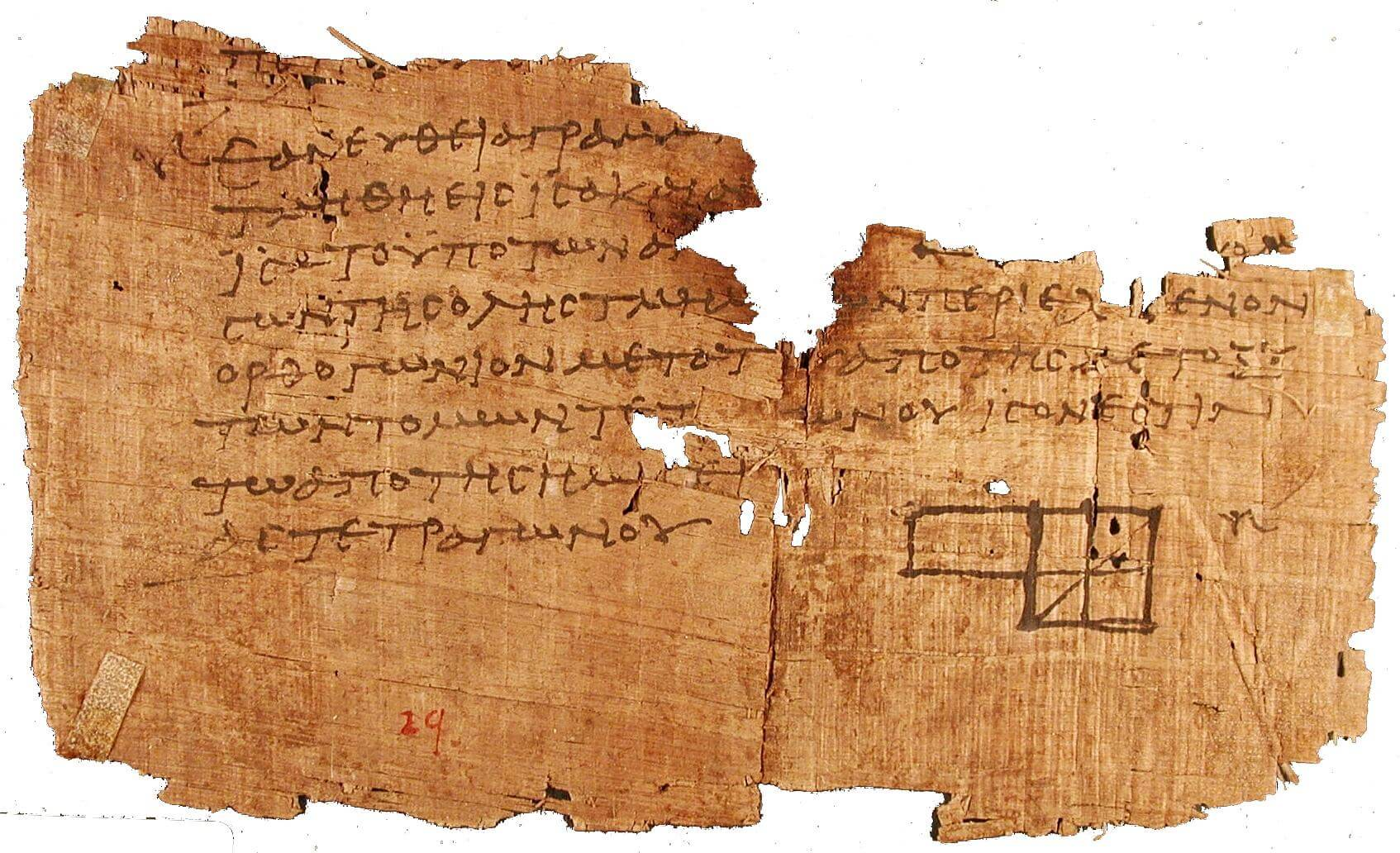
Un des fragments les plus anciens des éléments d'Euclide retrouvé, trouvé à Oxyrhynchus.

La liste qui suit présente des publications qui ont, soit créé un nouveau sujet, soit changé de manière significative les connaissances scientifiques, soit enfin eu un impact sur l'enseignement des mathématiques.
Sur la thématique de l'importance de ces publications, on peut lire en particulier les ouvrages suivants :
- Ivor Grattan-Guinness, Landmark Writings in Western Mathematics 1640–1940, Elsevier, 2005 (ISBN 978-0-08-045744-4, lire en ligne).
- David Eugene Smith, A Source Book in Mathematics, Courier, 2012 (1re éd. 1929) (ISBN 978-0-486-15829-7, lire en ligne).
- Stephen Hawking, Et Dieu créa les nombres, Dunod, 2006 (lire en ligne).

## Algèbre

### Théorie des équations

#### Baudhayana Sulba Sutra
- Baudhayana (en) (VIIIe siècle av. J.-C.)

Écrits aux alentours du VIIIe siècle av. J.-C., les Śulba-Sūtras sont l'un des textes mathématiques les plus anciens. Cet écrit a posé les bases des mathématiques indiennes et a été influent en Asie du Sud et ses régions environnantes, et peut-être même en Grèce. Bien que ce fût d'abord un texte géométrique, il contenait également quelques développements algébriques importants, y compris la première liste des triplets pythagoriciens découverts algébriquement, des solutions géométriques d'équations linéaires, la première utilisation des équations du second degré de formes ax2 = c et ax2 + bx = c, et des solutions intégrales d'équations diophantiennes ayant jusqu'à quatre inconnues.

#### Les Neuf Chapitres sur l'art mathématique
- Auteur chinois, inconnu (IIe – Ier siècle av. J.-C.)

Les Neuf Chapitres sur l'art mathématique est une œuvre contenant la première description de la méthode d'élimination de Gauss pour la résolution d'un système d'équations linéaires. Elle contient également des méthodes d'extraction de la racine carrée et de la racine cubique.

#### Le manuel mathématique de l'île de la mer
- Liu Hui (220-280)

Contient l'utilisation de triangles rectangles pour la détermination de la profondeur ou de la hauteur d'objets éloignés.

#### Classique mathématique de Sun Zi
- Sunzi (période du IIIe au Ve siècle)

Contient la description du théorème des restes chinois.

#### Āryabhaṭīya
- Aryabhata (499)

Āryabhaṭīya introduit la méthode dite Modus Indorum ou méthode des Indiens, qui est devenue notre algèbre aujourd'hui. Le texte contient 33 versets couvrant les progressions arithmétiques et géométriques, des problèmes d'ombre de gnomons (Shanku Chaya) et des équations simples, quadratiques, simultanées et indéterminées.

#### Jigu Suanjing
Wang Xiaotong (626)
Jigu Suanjing est un livre de la dynastie Tang, contenant la première équation du troisième degré.

#### Brāhmasphuṭasiddhānta
- Brahmagupta (628)

Le Brāhmasphuṭasiddhānta, du mathématicien indien Brahmagupta, est le premier livre qui mentionne le zéro comme un nombre. Il utilise également pour la première fois les quatre opérations (addition, soustraction, multiplication et division) sur les nombres indo-arabes. Il contient des règles pour manipuler les nombres positifs et négatifs, une méthode de calcul des racines carrées, et des méthodes générales de résolution d'équation linéaire du second degré,,,.

#### Al-Kitāb al-mukhtaṣar fī hīsāb al-ğabr wa'l-muqābala
- Muhammad ibn Mūsā al-Khwārizmī (820)

L'Abrégé du calcul par la restauration et la comparaison est le premier livre sur les solutions algébriques systématiques des équations linéaires et quadratiques par le savant musulman et persan Al-Khwârizmî. Le livre est considéré comme formant le fondement de l'algèbre moderne et des mathématiques arabo-islamique. Le mot «algèbre» est lui-même dérivé de al-Jabr du titre du livre.

#### Yigu yanduan
- Li Ye (XIIIe siècle)

Contient la première équation polynomiale du 4e degré.

#### Traité Mathématique en Neuf Section
- Qin Jiushao (1247)

Ce livre du XIIIe siècle contient la première résolution complète d'équations polynomiales de degré élevé (jusqu'au 10e degré) par la méthode de Ruffini-Horner, exposée au XIXe siècle. Il contient également une solution complète du théorème des restes chinois, solution antérieure de plusieurs siècles à celles d'Euler et de Gauss.

#### Ceyuan haijing
- Li Zhi (1248)

Contient l'application d'équations polynomiales de degré élevé pour la résolution de problèmes géométriques complexes.

#### Miroir de jade des quatre inconnues
- Zhu Shijie (1303)

Le Miroir de jade des quatre inconnues contient une méthode de résolution d'un système d'équations polynomiales de degré élevé et comportant jusqu'à quatre inconnues.

#### Ars Magna
- Gerolamo Cardano (Jérôme Cardan) (1545)

Ars Magna est la première publication des méthodes de résolution des équations cubiques et quartiques (méthodes dues à Scipione del Ferro, Niccolò Fontana Tartaglia, et Lodovico Ferrari). Elle présente les premiers calculs impliquant des nombres complexes,.

#### Vollständige Anleitung zur Algebra
- Leonhard Euler (1770)

Connu sous le titre Éléments d'Algèbre, le manuel d'Euler sur l'algèbre élémentaire est l'un des premiers à définir l'algèbre dans sa forme moderne. La première partie traite de la détermination des équations, tandis que la seconde partie traite des équations diophantiennes. La dernière section contient une preuve du dernier théorème de Fermat pour le cas n = 3, ce qui rend certaines hypothèses valables en ce qui concerne Q(√−3) qu'Euler n'a pas prouvé.

#### Demonstratio nova theorematis omnem functionem algebraicam rationalem integram unius variabilis in factores reales primi vel secundi gradus resolvi posse
- Carl Friedrich Gauss (1799)

La thèse de doctorat de Gauss contient une preuve, largement acceptée à l'époque mais incomplète, du théorème fondamental de l'algèbre.

### Algèbre abstraite

#### Réflexions sur la résolution algébrique des équations
- Joseph Louis Lagrange (1770)

Lagrange a observé que les racines de la résolvante de Lagrange d'une équation polynomiale sont liées aux permutations des racines de l'équation d'origine, contribuant ainsi au développement ultérieur de la théorie des groupes et de la théorie de Galois. La résolvante de Lagrange a aussi introduit la transformation de Fourier discrète d'ordre 3.

#### Articles de Galois dans leJournal de Mathématiques pures et appliquées
- Évariste Galois (1846)

Publication posthume dans le Journal de mathématiques pures et appliquées des manuscrits mathématiques d'Évariste Galois par Joseph Liouville. Sont inclus les documents Mémoire sur les conditions de résolubilité des équations par radicaux et Des équations primitives qui sont solubles par radicaux.

#### Traité des substitutions et des équations algébriques
- Camille Jordan (1870)

Premier livre sur la théorie des groupes, qui donne une étude alors complète des groupes de permutation et de la théorie de Galois. Dans ce livre, Jordan introduit la notion de groupe simple et d'épimorphisme (qu'il appelait l'isomorphisme mériédrique), et prouve une partie du théorème de Jordan-Hölder.

#### Théorie der Transformationsgruppen
- Sophus Lie, Friedrich Engel (1888–1893).

Le premier travail exhaustif sur les groupes de transformation, servant de base à la théorie moderne des groupes de Lie.
Publication : 3 volumes, B.G. Teubner, Verlagsgesellschaft, mbH, Leipzig, 1888–1893. Volume 1, Volume 2, Volume 3.

#### Solvability of groups of odd order
- Walter Feit et John Thompson (1960)

Solvability of groups of odd order [«Solvabilité des groupes d'ordre impair»] a donné une preuve complète de la solvabilité des groupes finis d'ordre impair en établissant le Problème de Burnside selon lequel tous les groupes simples non-abéliens finis sont d'ordre pair. Bon nombre de techniques originales utilisées dans ce document ont été utilisés dans la classification des groupes simples finis.

#### Sur quelques points d'algèbre homologique
- Alexander Grothendieck (1957)

Révolution de l'algèbre homologique introduisant les catégories abéliennes et fournissant un cadre général pour la notion des foncteurs dérivés de Cartan et Eilenberg.

## Théorie des nombres

### De fractionibus continuis dissertatio
- Leonhard Euler (1744)

D'abord présenté en 1737, cet article  fournit le premier compte complet des propriétés des fractions continues. Il contient également la première preuve que le nombre e est irrationnel.

### Recherches d'Arithmétique
- Joseph Louis Lagrange (1775)

Développement d'une théorie générale des formes quadratiques binaires pour traité le problème général quand un nombre entier est représentable par la forme {\displaystyle ax^{2}+by^{2}+cxy}. Cela comprenait une théorie de réduction des formes quadratiques binaires, où il a prouvé que toute forme est équivalente à une certaine forme réduite canoniquement choisie,.

### Disquisitiones arithmeticae|Disquisitiones Arithmeticae
- Carl Friedrich Gauss (1801)

Le Disquisitiones Arithmeticae est un livre profond et magistral sur la théorie des nombres écrit par le mathématicien allemand Carl Friedrich Gauss et publié en 1801 lorsque Gauss avait 24 ans. Dans ce livre, Gauss rassemble les résultats de la théorie des nombres obtenus par les mathématiciens tels que Fermat, Euler, Lagrange et Legendre et ajoute de nombreux nouveaux résultats importants. Parmi ses contributions, la première preuve complète connue du théorème fondamental de l'arithmétique, les deux premières preuves publiées de la loi de réciprocité quadratique, une étude profonde des formes quadratiques binaires allant au-delà du travail de Lagrange dans les Recherches d'Arithmétique, une première apparition de la somme de Gauss, cyclotomie, et la théorie des polygones constructibles avec une application particulière à la constructibilité d'un heptadécagone. 

### Beweis des Satzes, daß jede unbegrenzte arithmetische Progression, deren erstes Glied und Differenz ganze Zahlen ohne gemeinschaftlichen Factor sind, unendlich viele Primzahlen enthält
- Peter Gustav Lejeune Dirichlet (1837)

Ce document est le premier concernant la théorie analytique des nombres. Il introduit les caractères de Dirichlet et leurs fonctions L pour établir le théorème de la progression arithmétique. Dans ses publications ultérieures, Dirichlet a utilisé ces outils pour déterminer le numéro de classe pour les formes quadratiques.

### Über die Anzahl der Primzahlen unter einer gegebenen Grösse
- Bernhard Riemann (1859)

Über die Anzahl der Primzahlen unter einer gegebenen Grösse (Sur le nombre de nombres premiers inférieurs à une taille donnée) est un article de 8 pages écrit par Bernhard Riemann publié dans l'édition de novembre 1859 des Rapports mensuels de l'Académie de Berlin. Bien que ce soit le seul article qu'il ait publié sur la théorie des nombres, il contient des idées qui ont influencé des milliers de chercheurs depuis la fin du XIXe siècle jusqu'à nos jours. L'article contient d'abord des définitions, des arguments heuristiques, des esquisses de preuves et l'application de méthodes analytiques puissantes ; toutes celles-ci sont devenues des concepts essentiels et des outils de la théorie analytique des nombres moderne. Il contient également la célèbre hypothèse de Riemann, l'un des problèmes ouverts les plus importants des mathématiques.

### Vorlesungen über Zahlentheorie
- Peter Gustav Lejeune Dirichlet et Richard Dedekind (1863)

Vorlesungen über Zahlentheorie est un livre sur la théorie des nombres écrits par les mathématiciens allemands P. G. Lejeune Dirichlet et R. Dedekind, publié en 1863. Le Vorlesungen peut être considéré comme un tournant entre la théorie classique des nombres de Fermat, Jacobi et Gauss, et la théorie moderne des nombres de Dedekind, Riemann et Hilbert.

### Zahlbericht
- David Hilbert (1897)

Bien que critiqué par André Weil (qui a déclaré que «plus de la moitié de son célèbre Zahlbericht n'est guère plus qu'un compte rendu du travail de Kummer sur la théorie des nombres, avec des améliorations non essentielles») et par Emmy Noether, il a été très influent de nombreuses années après sa publication.

### Fourier Analysis in Number Fields and Hecke's Zeta-Functions
- John Tate (1950)

Fourier Analysis in Number Fields and Hecke's Zeta-Functions est généralement appelé la thèse de Tate. La thèse, sous Emil Artin, est un remaniement de la théorie de Erich Hecke des fonctions-zéta et L en termes d'analyse de Fourier.

### La conjecture de Weil
- Pierre Deligne (1974)

La conjecture de Weil, tome I, contient la preuve de l'hypothèse de Riemann pour les variétés sur les corps finis, réglant la dernière des conjectures de Weil ouvertes.

### Endlichkeitssätze für abelsche Varietäten über Zahlkörpern
- Gerd Faltings (1983)

Faltings prouve une collection de résultats importants dans cet article, dont le plus célèbre est la première preuve de la conjecture de Mordell (une conjecture datant de 1922). 

### Modular Elliptic Curves and Fermat's Last Theorem
- Andrew Wiles (1995)

Modular Elliptic Curves and Fermat's Last Theorem (Courbes Elliptiques Et le Dernier Théorème de Fermat) prouve un cas particulier de la conjecture de Shimura-Taniyama à travers l'étude de la théorie de la déformation des représentations galoisiennes. Ceci implique le célèbre dernier théorème de Fermat.

### The geometry and cohomology of some simple Shimura varieties
- Michael Harris et Richard Taylor (2001)

Harris et Taylor fournissent la première preuve de la conjecture locale de Langlands pour GL(n).

### Le lemme fondamental pour les algèbres de Lie
- Ngô Bảo Châu

Ngô Bảo Châu a prouvé un problème non résolu de longue date dans le programme de Langlands, en utilisant des méthodes du programme géométrique de Langlands.

## Analyse

### Introductio in analysin infinitorum
- Leonhard Euler (1748)

L'historien des mathématiques Carl Boyer a une fois appelé Introductio in analysin infinitorumd'Euler le plus grand texte moderne mathématiques. Publié en deux volumes,, ce livre plus que tout autre, a réussi à établir l'analyse comme une branche importante des mathématiques, avec un accent sur celle utilisée en géométrie et en algèbre,. Dans ce texte, Euler a prouvé que chaque nombre rationnel peut être écrit comme une fraction continue finie, que la fraction continue d'un nombre irrationnel est infini.Ce texte contient également un énoncé de la formule d'Euler et une déclaration du théorème des nombres pentagonaux, dont il avait fait la découverte plus tôt et publierait sa preuve en 1751.

### Calculus

#### Yuktibhasa
- Jyeshtadeva (1501)

Écrit en Inde en 1501, Yuktibhāṣā fut le premier texte de calcul au monde. «Ce travail a posé les bases d'un système complet de fluxions»et a servi comme un résumé des réalisations de l'École du Kerala à propos du calcul, la trigonométrie et l'analyse mathématique, dont la plupart ont été découverts plus tôt par le mathématicien Madhava au XIVe siècle. Il est possible que ce texte a influencé le développement ultérieur du calcul en Europe. Certains de ses développements importants dans le calcul comprennent : les idées fondamentales d'intégration, de dérivé, d'équations différentielles, l'intégration numérique au moyen de série infinie, la relation entre la zone d'une courbe et son intégrale, et le théorème des accroissements finis.

#### Nova methodus pro maximis et minimis, itemque tangentibus, quae nec fractas nec irrationales quantitates moratur, et singulare pro illi calculi genus
- Gottfried Leibniz (1684)

Première publication de Leibniz sur le calcul différentiel, contenant la notation désormais familière des différentiels ainsi que les règles de calcul des dérivés, des produits et des quotients.

#### Philosophiae naturalis principia mathematica
- Isaac Newton (1867)

Le Philosophiae naturalis principia mathematica (Latin: «Principes mathématiques de la philosophie naturelle», souvent raccourci Principia ou Principia Mathematica) est un travail en trois volumes écrit par Isaac Newton publié le 5 juillet 1687. Peut-être le livre scientifique le plus influent jamais publié, il contient l'exposé des lois du mouvement de Newton, formant la base de la mécanique classique, ainsi que sa loi de la gravitation universelle, et tire les lois de Kepler pour le mouvement des planètes (qui ont d'abord été obtenues empiriquement).

#### Institutiones calculi differentialis cum eius usu in analysi finitorum ac doctrina serierum
- Leonhard Euler (1755)

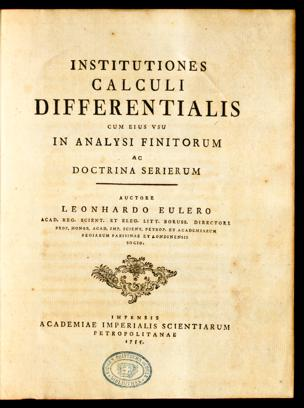
Institutiones calculi differentialis

Publié en deux livres, Le Traité du calcul différentiel d'Euler sur le calcul différentiel présente le sujet en termes de fonction, qu'il avait introduit dans son Introductio dans analysin infinitorum de 1748. Ce travail a ouvert l'étude du calcul des différences finies . On y trouve aussi une étude des polynômes de Bernoulli et des nombres de Bernoulli, et une nouvelle étude de la Constante d'Euler.

#### Über die Darstellbarkeit einer Function durch eine trigonometrische Reihe
- Bernhard Riemann (1867)

Écrit en 1853, les travaux de Riemann sur les séries trigonométriques ont été publiés à titre posthume. Dans ce document, il étend la définition de Cauchy de l'intégrale de Riemann, ce qui permet à certaines fonctions des sous-ensembles denses de discontinuités sur un intervalle d'être intégrées (démonstration par un exemple). Il a également déclaré son théorème de réarrangement de Riemann, prouvé le théorème de Riemann-Lebesgue pour le cas des fonctions de Riemann intégrables, et a développé le principe de Riemann de localisation.

#### Intégrale, longueur, aire
- Henri Lebesgue (1901)

La thèse de doctorat de Lebesgue, résumant et étendant ses recherches en ce qui concerne son développement de la théorie de la mesure et de l'intégrale portant son nom.

### Analyse complexe

#### Grundlagen für eine allgemeine Théorie der Functionen einer veränderlichen complexen Grösse
- Bernhard Riemann (1851)

La thèse de doctorat de Riemann a introduit la notion de surface de Riemann, transformation conforme, la sphère de Riemann, et le théorème de l'application conforme.

### Analyse fonctionnelle

#### Théorie des opérations linéaires
- Stefan Banach (1932; initialement publié en 1931 en Polonais sous le titre Teorja operacyj.)

Première monographie mathématique sur le thème des espaces métriques linéaires, comportant l'étude abstraite de l'analyse fonctionnelle. Le livre introduit les idées d'un espace normé et la notion d'un espace-B dit, un espace normé complet. Les espaces-B sont maintenant appelés les espaces de Banach et sont l'un des objets de base de l'étude dans les domaines de l'analyse mathématique moderne. Banach a également donné des preuves du théorème ouvert de cartographie, théorème du graphe fermé, et de Hahn-Banach.

### Analyse de Fourier

#### Mémoire sur la propagation de la chaleur dans les corps solides
- Joseph Fourier (1807)[37]

Introduction à l'analyse de Fourier, en particulier aux séries de Fourier. La contribution clé était de ne pas simplement utiliser les séries trigonométriques, mais de modéliser toutes les fonctions par séries trigonométriques.

#### Sur la convergence des séries trigonométriques qui servent à représenter une fonction arbitraire entre des limites données
- Peter Gustav Lejeune Dirichlet (1829)

Dans sa thèse d'habilitation sur les séries de Fourier, Riemann décrit les travaux de Dirichlet comme «le premier document profond sur le sujet».Ce document a donné la première preuve rigoureuse de la convergence des séries de Fourier dans des conditions assez générales en considérant les sommes partielles, que Dirichlet a transformé en une intégrale de Dirichlet particulière, que l'on appelle maintenant le noyau de Dirichlet.

## Géométrie

### Baudhayana Sulba Sutra
- Baudhayana

Écrit aux alentours du VIIIe siècle av. J.-C., c'est l'un des textes géométriques les plus anciens. Il a posé les bases des mathématiques indiennes et a été influant en Asie du Sud et de ses régions environnantes, et peut-être même la Grèce. Quelques découvertes géométriques importantes de ce texte: la première liste des triplets pythagoriciens découvert algébriquement, le premier énoncé du théorème de Pythagore, des solutions géométriques des équations linéaires, plusieurs approximations de π, la première utilisation des nombres irrationnels, et un calcul précis de la racine carrée de deux, correcte à cinq décimales.

### Les Élémentsd'Euclide
- Euclide (~300 av. J.-C.)

Les Éléments, livre écrit par le mathématicien grec Euclide, est, comme son nom l'indique, un livre d'éléments, c'est-à-dire qu'il donne les connaissances de base nécessaires pour comprendre les mathématiques de l'époque, mais ne vise certainement pas à rendre compte de l'ensemble de celles-ci, comme affirmé parfois à tort. Par exemple il ne traite pas l'étude des coniques. L'ouvrage couvre la géométrie plane (livre I VI), l'arithmétique au sens théorie des nombres (livre VII à IX), les grandeurs incommensurables (livre X) et la géométrie dans l'espace (livre XI à XIII). Il a été qualifié d'ouvrage mathématique le plus influent jamais écrit.

### Les Coniques
- Apollonius de Perga

Les Coniques a été écrit par Apollonius de Perga, un mathématicien grec. Sa méthodologie et la terminologie novatrice, en particulier dans le domaine des coniques, ont influencé de nombreux chercheurs, comme Ptolémée, Francesco Maurolico, Isaac Newton ou encore René Descartes. C'est Apollonius qui a donné les noms de l'ellipse, de la parabole, et de l'hyperbole. 

### Surya Siddhanta
- Inconnu (IVe – VIe siècle)

Surya Siddhanta est un traité d'astronomie indien qui contient les racines de la trigonométrie moderne. Il décrit les théories d'archéo-astronomie, les principes et les méthodes des anciens Hindous. Ce siddhanta est censé être la connaissance que le dieu Soleil a donné à un Asura appelé Maya. Il utilise des sinus (jya), cosinus (kojya ou «sinus perpendiculaire») et sinus inverse (jya otkram) pour la première fois, et contient également la première utilisation de la tangente et de la sécante.

### Āryabhaṭīya
- Aryabhata (499)

Āryabhaṭīya fut un texte très influent au cours de l'âge d'or des mathématiques en Inde. Celui-ci a grandement contribué à la géométrie et à l'astronomie, en particulier par l'introduction des sinus et cosinus, la détermination de la valeur approximative de Pi et un calcul précis de la circonférence de la terre.

### La Géométrie
- René Descartes (1637)

La Géométrie a été écrit par René Descartes et publié en 1637. Le livre a été influent dans le développement du système de coordonnées cartésiennes et plus particulièrement de la représentation des points d'un plan, par des nombres réels et la représentation des courbes, via des équations.

### Grundlagen der Geometrie
- David Hilbert

L'axiomatisation de la géométrie par Hilbert.
Publication : (en) David Hilbert, Grundlagen der Geometrie, Teubner-Verlag Leipzig, 1899 (ISBN 1-4020-2777-X, lire en ligne)

### Regular Polytopes
- H.S.M. Coxeter

Regular Polytopes [«Polytopes réguliers»] est une étude exhaustive de la géométrie des polytopes réguliers, la généralisation des polygones réguliers et des polyèdres réguliers aux dimensions supérieures. Originaire d'un essai intitulé Dimensional Analogy écrit en 1923, la première édition du livre a pris 24 ans à Coxeter pour la compléter. À l'origine écrit en 1947, le livre a été mis à jour et réédité en 1963 et en 1973.
Publication : (en) Regular Polytopes, New York, Dover Publications, 1973, 3e éd. (ISBN 0-486-61480-8).

### Géométrie différentielle

#### Recherches sur la courbure des surfaces
- Leonhard Euler (1760)

Ce document établit la théorie des surfaces, et introduit l'idée de Courbure principale, posant les bases de développement de la géométrie différentielle des surfaces.
Publication : Mémoires de l'académie des sciences de Berlin 16 (1760) p. 119–143; publié en 1767.

#### Disquisitiones generales circa superficies curvas
- Carl Friedrich Gauss (1827)

Travaux novateurs en géométrie différentielle, introduisant la notion de courbure de Gauss.
Publication :  «Disquisitiones generales circa superficies curvas», Commentationes Societatis Regiae Scientiarum Gottingesis Recentiores Vol. VI (1827), p. 99–146; «General Investigations of Curved Surfaces» (publié en 1965) Raven Press, New York.

#### Über die Hypothesen, welche der Geometrie zu Grunde Liegen
- Bernhard Riemann (1854)

C'est le célèbre Habiltationsvortrag de Riemann, dans laquelle il introduit les notions de variété, métrique riemannienne et de tenseur de courbure.
Publication : «Über die Hypothesen, welche der Geometrie zu Grunde Liegen», Abhandlungen der Königlichen Gesellschaft der Wissenschaften zu Göttingen, Vol. 13, 1867.

#### Leçons sur la théorie générale des surfaces et les applications géométriques du calcul infinitésimal
- Gaston Darboux

Un traité du XIXe siècle couvrant pratiquement tous les aspects de la géométrie différentielle des surfaces.
Publication : (en) Gaston (1887,1889,1896) Darboux, Leçons sur la théorie génerale des surfaces, Gauthier-Villars Volume I, Volume II, Volume III, Volume IV

### Géométrie algébrique

#### Théorie der Abelschen Functionen
- Bernhard Riemann (1857)

André Weil a écrit que ce document «est l'une des plus grandes pièces des mathématiques qui n'ait jamais été écrite, il n'y a pas un seul mot dans celle-ci qui n'ait pas de conséquence.» 
Publication : Journal für die Reine und Angewandte Mathematik

#### Faisceaux Algébriques Cohérents
- Jean-Pierre Serre (1955)

FAC, comme il est généralement appelé, était utilisation de préfaisceaux en géométrie algébrique, allant au-delà du cas des variétés complexes. Serre introduit cohomologie de Čech des préfaisceaux dans ce document, et, en dépit de quelques lacunes techniques, a révolutionné les formulations de la géométrie algébrique.
Publication : Annals of Mathematics, 1955

#### Géométrie Algébrique et Géométrie Analytique
- Jean-Pierre Serre (1956)

En mathématiques, la géométrie algébrique et la géométrie analytique sont étroitement reliés, où la géométrie analytique est la théorie des variétés complexes et les espaces analytiques plus généraux définis localement par la disparition des fonctions analytiques de plusieurs variables complexes. Une théorie (mathématique) de la relation entre les deux a été mis en place au cours de la première partie des années 1950, afin de poser les bases de la géométrie algébrique pour inclure, par exemple, les techniques de la théorie de Hodge. Le document a consolidé la théorie Géometrie Algébrique et Géométrie Analytique par Serre, maintenant généralement désignée sous le nom GAGA.

#### Le théorème de Riemann–Roch (d'après des résultats inédits de A. Grothendieck)
- Armand Borel, Jean-Pierre Serre (1958)

L'exposé de Borel et Serre de la version de Grothendieck du Théorème de Riemann–Roch, publié après Grothendieck, a montré qu'il n'était pas intéressé par la rédaction de son propre résultat. Dans sa preuve, Grothendieck a innové avec son concept de groupes de Grothendieck, qui a conduit à l'élaboration de la K-théorie.

#### Éléments de géométrie algébrique
- Alexander Grothendieck (1960–1967)

Rédigé avec l'aide de Jean Dieudonné, les Éléments de géométrie algébrique (EGA) est une tentative de Grothendieck d'établir de manière systématique les fondements de la géométrie algébrique. Ce travail est devenu la référence de base de la géométrie algébrique moderne.

#### Séminaire de géométrie algébrique
- Alexander Grothendieck et al. (1960-1969)

Contrairement à EGA qui est destiné à fixer les bases de la géométrie algébrique, le Séminaire de géométrie algébrique (SGA) décrit les recherches comme elles se déroulaient au séminaire de Grothendieck. L'œuvre a la réputation d'être difficile puisque les résultats les plus élémentaires sont exposés dans EGA. L'un des résultats majeurs du SGA est la preuve par Pierre Deligne de la dernière conjecture de Weil émise au début des années 1970.

## Topologie

### Analysis situs
- Henri Poincaré (1895, 1899–1905)

L'Analysis situs de Poincaré et ses Compléments à l'Analysis situs posent les bases de la topologie algébrique. Dans ces documents, Poincaré introduit les notions d'homologie et de groupe fondamental, et mentionne plusieurs conjectures importantes, y compris la conjecture de Poincaré.

### L'anneau d'homologie d'une représentation,Structure de l'anneau d'homologie d'une représentation
- Jean Leray (1946)

Dans ces deux notes aux Comptes rendus de 1946, Leray introduit les concepts nouveaux de préfaisceau, cohomologie des faisceaux, et de suite spectrale, qu'il mit au point au cours de ses années de captivité comme prisonnier de guerre. Les déclarations et les applications de Leray (publiées dans les notes des Comptes rendus de 1946) attire l'attention immédiate d'autres mathématiciens. Après la clarification, le développement et la généralisation par Henri Cartan, Jean-Louis Koszul, Armand Borel, Jean-Pierre Serre et Leray lui-même, permettent à ces concepts d'être compris et appliqués dans de nombreux autres domaines mathématiques,.

### Quelques propriétés globales des variétés différentiables
- René Thom (1954)

Dans cet article, Thom prouve le théorème de transversalité de Thom, introduit les notions de cobordisme orienté et non-orienté, et démontre que les groupes de cobordisme peuvent être calculés comme les groupes d'homotopie de certains espaces de Thom,.

## Théorie des catégories

### General theory of natural equivalences
- Samuel Eilenberg et Saunders Mac Lane (1945)

General theory of natural equivalences [« Théorie générale des équivalences naturelles »] est le premier article concernant la théorie des catégories. Mac Lane a plus tard écrit dans Categories for the Working Mathematician que lui et Eilenberg ont introduit les catégories afin qu'ils puissent introduire les foncteurs, pour pouvoir présenter des équivalences naturelles.

### Categories for the working mathematician
- Saunders Mac Lane (1971)

Saunders Mac Lane, l'un des fondateurs de la théorie des catégories, a écrit Categories for the working mathematician pour rendre cette théorie plus accessible. Il met en avant les concepts importants de foncteur adjoint et de propriété universelle, qui rendent la théorie utile.

## Théorie des ensembles

### Über eine Eigenschaft des Inbegriffes aller reellen algebraischen Zahlen
- Georg Cantor (1874)

 Contient la première preuve que l'ensemble des nombres réels est non dénombrable ; il contient également une preuve que l'ensemble des nombres algébriques est dénombrable. (Voir le premier article de la théorie des ensembles de Georg Cantor (en).)
Version en ligne

### Grundzüge der Mengenlehre
- Felix Hausdorff (1914)

D'abord publié en 1914, Grundzüge der Mengenlehre fut la première introduction complète à la théorie des ensembles. Le livre contient également des chapitres sur la théorie de la mesure et la topologie, qui sont toujours considérées comme parties de la théorie des ensembles. 

### The Independence of the Continuum Hypothesis
- Paul J. Cohen (1963, 1964)

Le travail de Cohen a prouvé l'indépendance de l'hypothèse du continu et de l'axiome du choix par rapport à théorie des ensembles Z-F. Pour prouver ceci, Cohen a introduit la notion de forcing,qui a conduit à de nombreux autres résultats dans la théorie axiomatique des ensembles.

## Logique

### Les Lois de la pensée
- George Boole (1854)

Publié en 1854, Les Lois de la pensée a été le premier livre à fournir une base mathématique pour la logique. Son objectif était une extension de la logique d'Aristote en mathématiques. Le travail de Boole a fondé la discipline de la logique algébrique.

### Begriffsschrift
- Gottlob Frege (1879)

Publié en 1879, le titre Begriffsschrift peut être traduit par Idéographie. C'est un langage entièrement formalisé inventé par le logicien Gottlob Frege et qui a pour but de représenter de manière parfaite la logique mathématique. Il était sans doute la publication la plus importante de logique depuis Aristote.

### Formulaire de mathématiques
- Giuseppe Peano (1895)

D'abord publié en 1895, le formulaire de mathématiques fut le premier livre mathématique entièrement écrit dans un langage formel. Il contient une description de la logique mathématique et de nombreux théorèmes importants. Bon nombre des notations introduites dans ce livre sont maintenant couramment utilisées.

### Principia Mathematica
- Bertrand Russell et Alfred North Whitehead (1910–1913)

Les Principia Mathematica sont une œuvre en trois volumes d'Alfred North Whitehead et Bertrand Russell, publiés à compte d'auteur en 1910-1913. Cette œuvre a pour sujet les fondements des mathématiques. Avec en particulier l'idéographie de Gottlob Frege, c'est un ouvrage fondamental, dans la mesure où il participe de façon décisive à la naissance de la logique moderne. Les Principia englobent la théorie des ensembles, avec les nombres cardinaux, les nombres ordinaux, ainsi que les nombres réels. Des théorèmes plus avancés de l'analyse réelle n'ont pas été inclus. Un quatrième volume était initialement prévu, mais n'a jamais été réalisé.

### Systems of Logic Based on Ordinals
- Thèse d'Alan Turing

### Über formal unentscheidbare Sätze der Principia Mathematica und verwandter Systeme I.
- Kurt Gödel (1931)

En logique mathématique, les théorèmes d'incomplétude de Gödel sont deux théorèmes célèbres prouvés par Kurt Gödel en 1931. 

## Combinatoire

### On sets of integers containing no k elements in arithmetic progression
- Endre Szemerédi (1975)

Ce document règle la conjecture de Paul Erdős et Pál Turán, maintenant connu comme le théorème de Szemerédi. La solution de Szemerédi a été décrit comme un «chef-d'œuvre de la combinatoire». 

## Théorie des graphes

### Solutio problematis ad geometriam situs pertinentis
- Leonhard Euler (1741)

La solution d'Euler du problème des ponts de Königsberg dans Solutio problematis ad geometriam situs pertinentis [«La solution d'un problème lié à la géométrie de la position»] est considérée comme le premier théorème de la théorie des graphes.

### On the evolution of random graphs
- Paul Erdős et Alfréd Rényi (1960)

Il fournit une analyse détaillée des graphes aléatoires.

### Network Flows and General Matchings
- Ford, L. et Fulkerson, D.
- Flows in Networks. Prentice-Hall, 1962.

Présente l'algorithme de Ford-Fulkerson pour résoudre le problème de flot maximum.

## Théorie de la complexité
Voir Liste de publications importantes en informatique.

## Théorie des probabilités
Voir Liste de publications importantes en statistique.

## Théorie des jeux

### Zur Théorie der Gesellschaftsspiele
- John von Neumann (1928)

Ce document alla bien au-delà des études initiales d'Émile Borel dans la théorie stratégique du jeu à deux personnes en prouvant le théorème minimax.

### On Numbers and Games
- John Horton Conway (1976)

On Numbers and Games est un livre de mathématiques en anglais qui introduit notamment le concept de nombre surréel et pose les bases de la théorie des jeux. Avec Winning Ways for your Mathematical Plays, ce livre est considéré comme fondateur de la théorie des jeux combinatoires.

### Winning Ways for your Mathematical Plays
- Elwyn Berlekamp, John Conway et Richard K. Guy (1982)

Winning Ways for your Mathematical Plays est un recueil d'information sur les jeux mathématiques. Il a été publié pour la première fois en 1982 en deux volumes, l'un se concentrant sur la théorie des jeux combinatoires et les nombres surréels, et l'autre sur un certain nombre de jeux spécifiques.

## Analyse numérique

### Optimisation

#### Method of Fluxions
- Isaac Newton

Method of Fluxions est un livre écrit par Isaac Newton publié en 1736. Dans ce livre, Newton décrit une méthode (la méthode de Newton-Raphson) pour trouver les vrais zéros d'une fonction.

#### Essai d'une nouvelle méthode pour déterminer les maxima et les minima des formules intégrales indéfinies
- Joseph Louis Lagrange (1761)

Premiers travaux majeurs sur le calcul des variations, se fondant sur certaines des études antérieures de Lagrange, ainsi que sur celles d'Euler. Il contient des études sur la détermination de la surface minimale, ainsi que sur l'aspect initial des multiplicateurs de Lagrange.

#### Математические методы организации и планирования производства
- Leonid Kantorovich (1939) « La méthode mathématique de planification de la production et de l'organisation]» (en Russe).

Il a reçu le prix Nobel pour ce travail en 1975.

#### How good is the simplex algorithm?
- Victor Klee et George J. Minty

Klee et Minty ont donné un exemple montrant que l'algorithme du simplexe peut prendre de façon exponentielle de nombreuses étapes pour résoudre un programme linéaire.

## Premiers manuscrits
Ce sont des écrits non nécessairement pertinents pour un mathématicien contemporain, mais importants pour l'histoire des mathématiques.

### Papyrus Rhind
Le papyrus Rhind, un des textes mathématiques les plus anciens, date de la Deuxième Période intermédiaire de l'Égypte antique. Il est repris par le scribe Ahmes à partir d'un papyrus plus ancien. C'est le principal document qui nous soit parvenu à propos des mathématiques dans l'Égypte antique. Il décrit entre autres une quadrature du cercle approchée.

### Palimpseste d'Archimède
- Archimède (IIIe siècle av. J.-C.)

Le palimpseste d'Archimède traite, à l'aide d'infinitésimaux, de problèmes de détermination du centre de gravité d'un hémisphère ou d'un tronc de paraboloïde, et de l'aire délimitée par une parabole et une sécante. Le Traité de la Méthode donne plus de détails sur les méthodes utilisées par Archimède.

### L'Arénaire
- Archimède (230 av. J.-C.)

L'Arénaire, en prenant pour objectif de déterminer le nombre de grains de sable pouvant remplir l'univers, expose un système de numération permettant de désigner de très grands nombres, bien au delà des besoins de la vie quotidienne.

## Œuvres encyclopédiques

### Éléments de mathématique
- Nicolas Bourbaki (à partir de 1939)

Les Éléments de mathématique est un traité voulant reformuler et unifier l'ensemble des domaines des mathématiques. C'est une œuvre parmi les plus influentes de la littérature mathématique française. Elle introduit certaines des notations et définitions désormais usuelles, comme le symbole ∅ ou la notion de Bijection. Caractérisé par un niveau extrême de rigueur, de formalisme et de généralité, au point d'en être vivement critiqué, sa publication a débuté en 1939 et reste inachevée.